# 和智広世
和智 広世（わち ひろよ）は、戦国時代から安土桃山時代にかけての武将。毛利氏家臣。父は備後国三谿郡吉舎の南天山城を本拠とした国人・和智氏の第10代当主である和智元郷。

## 生涯
備後国三谿郡吉舎の南天山城を本拠とした国人・和智氏の第10代当主で毛利氏に従った和智元郷の嫡男として生まれる。
醍醐寺三宝院の末寺で備後国三谿郡清綱村に所在した修験道当山派の寺院である修応山常和寺円光坊へ屋敷の寄進を行った。
具体的な没年月日は不明だが、文禄・慶長の役に従軍して朝鮮半島に渡海し、現地で戦死した。
広世には娘が2人いたが、男子はいなかったため、弟の和智元盛が広世に代わって嫡男となった。また、広世の正室である宮景盛の娘が和智元盛に再嫁している。

## 系譜
- 父：和智元郷（?-?）
- 母：内藤興盛の娘（?-?）
- 正室：宮景盛の娘（?-?）
  - 長女：兼重元辰室（?-?）
  - 次女：熊谷直興室（?-?）